# Морен, Луи-Жозеф
Луи-Жозеф Морен (фр. Louis-Joseph Maurin; 15 февраля 1859, Ла-Сьота, Франция — 16 ноября 1936, Лион, Франция) — французский кардинал. Епископ Гренобля с 1 сентября 1911 по 1 декабря 1916. Архиепископ Лиона с 1 декабря 1916 по 16 ноября 1936. Кардинал-священник с 4 декабря 1916, с титулом церкви Сантиссима-Тринита-аль-Монте-Пинчо с 7 декабря 1916.